# Glasner Akiba
Glasner Akiba (Kolozsvár, 1885. április 19. – Zürich, 1956) kolozsvári főrabbi, egyházi író.

## Élete
Glasner Mózes főrabbi fiaként született. A pozsonyi rabbiiskola elvégzése után Csíkszeredán és Hanusfalván rabbi állást töltött be. 1921. december 25-én a kolozsvári orthodox hitközség a nyugdíjba készülő Glasner Mózes javaslatára Glasner Akibát választotta meg főrabbinak. Ő javasolta Sebestyén Dávidnak a zsidó kórház felépítését, és az ő kezdeményezésére alakult meg a Szináj Talmud Tóra egyesület.
Nyomtatásban néhány templomi beszéde és halachikus értekezése jelent meg. 
Tagja volt a Gestapo által 1944. április 1-jén felállított Zsidó Tanácsnak. A deportálás elől a Kasztner-vonaton menekült meg.

## Művei
- Königin Sabbat und die Erlösung Israels : der Gedankenkreis des Sabbat, seine Weihe, Heiligkeit und Symbole, sowie seine Beziehung zur Erlösung Israels. Zürich. 1946